# Авижюс, Йонас
Йо́нас Ави́жюс  (лит. Jonas Avyžius; 1922 — 1999) — литовский советский писатель, прозаик, Народный писатель Литовской ССР (1986). Член КПСС с 1962 года.

## Биография
Родился в крестьянской семье. С приходом Красной Армии был мобилизован и участвовал в боях в Курземе. В 1945—1948 годах работал журналистом. С 1948 года — профессиональный писатель. Народный писатель Литовской ССР (1986). В 1996 году был избран членом Сейма, был членом фракции Союза Отечества — Консерваторов.

## Творчество
В 1948 году выпустил сборник рассказов «Первые борозды» („Pirmosios vagos“). В повести «Наследство» („Palikimas“, 1949, русский перевод 1951) изображён первый этап колхозной жизни литовской деревни. Советской деревне посвящены также повесть «Слава» („Garbė“, 1949), пьеса «Белые ивы» (1954), сборники рассказов и очерков «Освобождение» (1951), «Люди и события» (1954), роман «Деревня на перепутье» („Kaimas kryžkelėje“, 1964).
Автор романа о прошлом Литвы «Стеклянная гора» („Į stiklo kalną“, 1961), который расценивается как первое серьёзное произведение Авижюса, хотя и не лишённое партийной тенденциозности. Важнейшее произведение Авижюса — роман «Потерянный кров» („Sodybų tuštėjimo metas», 1970, Ленинская премия 1976 года), изображающий трагические для литовской нации и государства годы Второй мировой войны и не менее тяжёлое послевоенное время. В романе «Цвета хамелеона» („Chameleono spalvos“, 1979), изображается советское городское общество с деградирующими в моральном отношении номенклатурными столпами и конформистами художниками.

## Переводы
На русский язык переведены сборники «Повести и рассказы» (1953), «Река и берега» (1960), «Деревня на перепутье» (1966), роман «Потерянный кров» (переведён также на английский, арабский, армянский, болгарский, венгерский, вьетнамский, казахский, кхмерский, латышский, молдавский, монгольский, немецкий, польский, румынский, словацкий, узбекский, украинский, французский, чешский, эстонский языки).

## Награды и премии
- Ленинская премия 1976 года в области литературы, искусства и архитектуры  (20 апреля 1976 года) — за роман «Потерянный кров»[7].
- народный писатель Литовской ССР (1986)
- Командор ордена Великого князя Литовского Гядиминаса (1997)
- орден Трудового Красного Знамени (1964)
- орден Дружбы народов (1982)
- орден «Знак Почёта» (1950)
- медаль «За трудовое отличие» (1954)[8]